# Cleome maculata
Cleome maculata là một loài thực vật có hoa trong họ Màng màng. Loài này được (Sond.) Szyszyl. mô tả khoa học đầu tiên năm 1887.